# Гертвиг, Рихард фон
Рихард Вильгельм Карл Теодор риттер фон Ге́ртвиг (нем. Richard Wilhelm Karl Theodor Ritter von Hertwig; 23 сентября 1850, Фридберг — 3 октября 1937, Шледерло) — немецкий зоолог.

## Биография
Брат Оскара Гертвига, изучал медицину в Йенском, Цюрихском и Боннском университетах. В 1873—1874 годах был ассистентом анатомии в Бонне. В 1878 году стал приват-доцентом зоологии в Йене, где и оставался до 1881 года в звании экстраординарного профессора зоологии и директора Зоологического института в Кёнигсберге, а в 1883 г. в том же звании перешел в Бонн.
Изучив деление простейших, сформулировал закономерности объёмных соотношений ядра и протоплазмы, нарушение которых, как он считал, приводит к клеточному делению.
С 1885 года — экстраординарный член, а с 1889 года — действительный член Баварской академии наук. В 1901 году он был назначен председателем Общества немецких естествоиспытателей и врачей.
3 декабря 1905 года он был избран членом-корреспондентом Петербургской академии наук по физико-математическому отделению (разряд биологический).
В 1906/1907 году он был президентом Немецкого зоологического общества.
В 1909 году ему было пожаловано личное дворянство королевства Бавария с титулом риттер фон. В 1910 году награждён орденом Максимилиана «За достижения в науке и искусстве» в области науки.
В 1910 году он был избран членом-корреспондентом Гёттингенской академии наук и внешним членом Национальной академии Линчеи в Риме.
В 1917 году он был награжден медалью Гельмгольца.
В том же году он стал одним из основателей националистической Немецкой отечественной партии, в которую также входили Вольфганг Крапп, Альфред фон Тирпиц, а также Людвиг Тома, Макс фон Грубер, Эмиль Крепелин и Эрнст Рюдин.
В 1924 году он был награжден орденом «Pour le Mérite» «За заслуги в науке и искусстве».
В 1929 году фон Гертвиг был избран членом Национальной академии наук США, а в 1932 году он стал почётным членом Германской академии естествоиспытателей «Леопольдина».
После того, как национал-социалисты захватили власть в 1933 году, он стал почетным членом Немецкого общества науки о наследственности.

## Труды
- «Zur Histologie der Radiolarien» (Лпц., 1876);
- «Der Organismus der Radiolarien» (Иена, 1879);
- «Die Actinien der Challenger-expedition» (Иена, 1882);
- кроме того, издал ряд работ вместе со своим братом.